# Jean-Luc Vincent
Jean-Luc Vincent, né le 12 mars 1973 à Boulogne-sur-Mer, est un acteur français.

## Biographie
Après avoir grandi à Wimereux, près de Boulogne-sur-Mer dans le Pas-de-Calais, Jean-Luc Vincent arrive à Paris en 1991 pour faire ses études. Élève en hypokhâgne puis en khâgne au Lycée Louis-le-Grand, il intègre l'École normale supérieure de la rue d'Ulm en 1995. Agrégé de Lettres classiques, il commence le théâtre en 1998. Il suit une formation à l'École du Samovar. Il abandonne l'université en 2002 pour devenir comédien. Travaillant principalement comme comédien de théâtre (notamment avec la troupe des Chiens de Navarre), il multiplie aussi les expériences en tant que performer et vidéaste, joue au cinéma et met en scène ses propres spectacles.

### Théâtre
Après avoir travaillé notamment avec Joséphine de Meaux et Vincent Macaigne, il fait partie des membres fondateurs de la compagnie des Chiens de Navarre dirigée par Jean-Christophe Meurisse en 2005. Depuis 2010, les créations collectives des Chiens de Navarre tournent en France et à l'étranger et rencontrent un vif succès public et critique,,.
Depuis 2005, il collabore aussi régulièrement avec le metteur en scène Bernard Lévy en tant qu'assistant et dramaturge. Il travaille également avec la compagnie Fanadeep (Xavier Déranlot[Quoi ?]).

### Performances
En 2006, il intègre avec Emmanuel Laskar la résidence pour jeunes artistes du Pavillon-Laboratoire de Recherche du Palais de Tokyo à Paris pour huit mois. À cette occasion, il collabore notamment avec la réalisatrice Mati Diop.

### Cinéma
Il commence à travailler au cinéma en 2011. Il joue ainsi dans le premier long métrage de Orest Romero-Morales, Catilina ou le venin de l'amour.
En 2012, il interprète le rôle de Paul Claudel dans le film Camille Claudel 1915 de Bruno Dumont avec Juliette Binoche. Le film est sélectionné au festival de Berlin en février 2013 (Berlinale 2013). Il retrouve Bruno Dumont en 2015 en jouant dans Ma loute avec Fabrice Luchini, Juliette Binoche et Valeria Bruni Tedeschi (sorti en 2016).
En 2015, il joue dans Gaz de France le premier long métrage de Benoît Forgeard, sélectionné à l'ACID au Festival de Cannes 2015.
Depuis 2013, il joue des rôles importants dans plusieurs courts-métrages, dont plusieurs sont sélectionnés à des festivals internationaux, comme, notamment, Calme ta joie d'Emmanuel Laskar sélectionné à la Quinzaine des Réalisateurs au Festival de Cannes 2015.

## Filmographie

### Longs métrages
- 2011 : Catilina ou le venin de l'amour de Orest Romero Morales : M. Gass.
- 2013 : Camille Claudel 1915 de Bruno Dumont : Paul Claudel.
- 2015 : Gaz de France de Benoît Forgeard : Dizier Deschamps. Sélection ACID, Festival de Cannes 2015
- 2016 : Ma Loute de Bruno Dumont : Christian Van Peteghem
- 2016 : Irréprochable de Sébastien Marnier : Alain
- 2016 : Apnée de Jean-Christophe Meurisse : Le maire
- 2017 : La Mélodie de Rachid Hami : Laurent
- 2019 : Doubles Vies d'Olivier Assayas : Auteur de "Marécage"
- 2019 : Les Petits Flocons de Joséphine de Meaux : Le directeur de l'ESF
- 2019 : Ulysse et Mona de Sébastien Betbeder : Boris
- 2020 : Éléonore d'Amro Hamzawi : Le psychiatre
- 2021 : Oranges sanguines de Jean-Christophe Meurisse : Le photographe
- 2021 : Bruno Reidal de Vincent Le Port : Lacassagne
- 2023 : Rien à perdre de Delphine Deloget : Le professeur de musique
- 2023 : Le Médium d'Emmanuel Laskar : M. Laugier

### Courts métrages
- 2014 : La paix de Peter Deinz (production Kidam)
- 2014 : Des anges sur une tête d'épingle de Sorel França (production FEMIS)
- 2014 : Action ou vérité de Jenny Teng et Emmanuel Laskar
- 2014 : Au bord de la fontaine de Christèle Frémont (production Ferris & Brockman)
- 2015 : Calme ta joie d'Emmanuel Laskar (Ecce Films), Quinzaine des Réalisateurs du Festival de Cannes 2015.
- 2015 : Patrick nu dans la mer de Vincent Pouplard (coproduction ZARLAB et À PERTE DE VUE)
- 2015 : La Candeur des Babyloniens de Robert Hatisi (DreamMachine Productions)
- 2016 : Texte à trous de Chloé Marçais
- 2017 : Joie de Xavier Deranlot
- 2017 : Dysfonctionnatus d'Antoine Dahan
- 2022 : Mon p’tit papa de Mahaut Adam

## Théâtre

### Comédien
- 2005 : L'échange de Paul Claudel, mis en scène par Joséphine de Meaux, Théâtre d'Auxerre. Rôle de Louis Laine.
- 2006 : Requiem ou introduction à une journée sans héroïsme conçu et mis en scène par Vincent Macaigne, La Ferme du Buisson
- 2006 : Chiens de Navarre. Épisode 2, Les Chiens de Navarre dirigés par Jean-Christophe Meurisse, Théâtre des Halles.
- 2008 : Main dans la main de Sofia Freden, mis en scène par Édouard Signolet, Théâtre Ouvert (Paris)
- 2008 : Fils de D. de Frank Meyrous, mis en scène par Xavier Déranlot, Chartreuse de Villeneuve-lès-Avignon, Espace Pasolini de Valenciennes
- 2009 : Une raclette des Chiens de Navarre dirigés par Jean-Christophe Meurisse, Festival TJCC du Théâtre de Gennevilliers
- 2009 : 11 novembre, etc des Chiens de Navarre dirigés par Jean-Christophe Meurisse, Nouveau Festival du Centre Pompidou, dans le cadre de "Beaubourg La Reine" de Sophie Pérez et Xavier Boussiron
- 2010 : L'autruche peut mourir d'une crise cardiaque en entendant le bruit d'une tondeuse à gazon qui se met en marche des Chiens de Navarre dirigés par Jean-Christophe Meurisse, Festival Étrange Cargo de la Ménagerie de verre (Paris)
- 2012 : Nous avons les machines des Chiens de Navarre dirigés par Jean-Christophe Meurisse, création à la MAC de Créteil
- 2012 : Les danseurs ont apprécié la qualité du parquet des Chiens de Navarre dirigés par Jean-Christophe Meurisse, Festival Les Inaccoutumés de la Ménagerie de Verre (Paris)
- 2013 : Quand je pense qu'on va vieillir ensemble des Chiens de Navarre dirigés par Jean-Christophe Meurisse, création aux Subsistances de Lyon, puis aux Bouffes-du-Nord (Paris)
- 2014 : Festival des Chiens de Navarre au Théâtre du Rond-Point (Paris), février 2014[9]
- 2015 : Les armoires normandes des Chiens de Navarre dirigés par Jean-Christophe Meurisse, Théâtre des Bouffes-du-Nord (Paris) et en tournée
- 2016 : L'étoile, opéra bouffe d'Emmanuel Chabrier, mis en scène par Mariame Clément, dirigé par Mark Elder, Covent Garden Royal Opera House (Londres)
- 2017 : détruire d'après Détruire dit-elle de Marguerite Duras, Studio Théâtre de Vitry, La Comédie de Béthune CDN des Hauts de France, Le Théâtre Dijon Bourgogne CDN, Théâtre Arradon Vannes.

### Assistant et dramaturge
- 2006 : Bérénice de Jean Racine mis en scène par Bernard Lévy, Théâtre de l'Ouest parisien
- 2007 : Fin de partie de Samuel Beckett mis en scène par Bernard Levy, Théâtre de l'Athénée-Louis Jouvet (Paris)
- 2008 : Le Neveu de Wittgenstein de Thomas Bernhard, mis en scène par Bernard Levy, Théâtre National de Chaillot (Paris)
- 2009 : En attendant Godot de Samuel Beckett, mis en scène par Bernard Levy, Théâtre de l'Athénée-Louis Jouvet (Paris)
- 2011 : L'Échange de Paul Claudel, mis en scène par Bernard Levy, Théâtre de l'Athénée-Louis Jouvet (Paris)
- 2014 : Histoire d'une vie de Aharon Appelfeld, mis en scène par Bernard Levy, Scène Nationale de Sénart
- 2016 : L'Étoile, opéra bouffe d'Emmanuel Chabrier, livret d'Eugène Leterrier et Albert Vanloo, réécriture du livret et des dialogues en collaboration avec Mariame Clément, Royal Opera House (Londres)[10]

### Metteur en scène
En 2015, il crée sa compagnie, Les Roches Blanches.
- 2015 : Notes de cuisine de Rodrigo Garcia au Théâtre de la Loge à Paris
- 2017 : Détruire [12],[13] d'après Détruire, dit-elle de Marguerite Duras, mis en scène et adaptation, Studio Théâtre de Vitry, La Comédie de Béthune CDN des Hauts de France, Le Théâtre Dijon Bourgogne CDN, Théâtre Arradon Vannes.

## Performances
- 2004 : La vie des objets, vidéo performance de 7 x 1 min en collaboration avec Emmanuel Laskar
- 2005 : Le karaoké sentimental, vidéo performance de 12 min en collaboration avec Emmanuel Laskar
- 2006 : Terra incognita/Les cités d'or, vidéo de 8 min en collaboration avec Emmanuel Laskar
- 2007 : India S., installation vidéo produite par le Pavillon-Laboratoire de recherche du Palais de Tokyo (Paris), présenté à l'espace Louis Vuitton dans le cadre de l'exposition collective "L'Inde peut-être", commissariat de Fabienne Fulcheri et au centre d'art contemporain "Passages" de Troyes
- 2007 : Face A/Face B, affiche réalisée dans le cadre d'une édition dirigée par Rafaël Lain et Angela Detanico (production Pavillon/Palais de Tokyo)
- 2007 : Feelings, installation vidéo réalisée pour l'exposition "Versus", commissariat d'Alain Declercq, Palais de Tokyo (Paris)
- 2007 : Le rêve de votre vie, vidéo de 50 min réalisée avec Emmanuel Laskar produite par le Festival 20 Scènes
- 2007 : The Party de Mati Diop, vidéo réalisée dans le cadre de l'exposition "Versus" du Palais de Tokyo
- 2009 : Maîtres anciens d'après "Maîtres anciens" de Thomas Bernhard, performance réalisée avec Emmanuel Laskar (Pavillon/Palais de Tokyo, théâtre de l'Atalante)
- 2011 : My second life 3D, performance conçue par Emmanuel Laskar, Le Plateau (FRAC) Île-de-France
- 2014 : Gold, spectacle-performance conçu par Emmanuel Laskar, Théâtre de Vanves

## Publications
Jean-Luc Vincent a régulièrement travaillé pour Gallimard Éducation. Il publie notamment des lectures accompagnées dans la collection Folio-plus Classiques sur La Musica de Marguerite Duras (Folioplus classiques no 241), Tous les matins du monde de Pascal Quignard (Folioplus classiques no 202) ou encore Les Pensées (liasses II à VIII) de Blaise Pascal (Folioplus classiques no 148).